# 理由なきNew Days
『理由なきNew Days』（わけなきニューデイズ）は、日本のバンドSOPHIAの21枚目のシングルである。2003年1月1日発売。発売元はトイズファクトリー。

## 概要
- 2003年第1弾シングル。2002年度の全国高校学校サッカー選手権大会の応援ソングに起用された。
- 初回限定盤と通常盤の2形態で発売された。
- 初回限定盤のみ、リミックスヴァージョンを追加収録。
- 初回限定盤のジャケットには俳優の伊倉慎之介が登場している。

## 収録曲
1. 理由なきNew Days (4:46)
作詞・作曲：松岡充、編曲：SOPHIA
2. コーヒーの二つの役割 〜two parts of coffee〜 (3:33)
作詞：松岡充、作曲：豊田和貴、編曲：SOPHIA
3. 理由なきNew Days (-3.K.M.RMX) (6:29)
4. 理由なきNew Days (inst.) (4:46)
5. コーヒーの二つの役割 〜two parts of coffee〜  (inst.) (3:31)

## 楽曲の収録アルバム
- オリジナル『夢』（2003年）
- オムニバス『Golden Age 〜黄金世代〜 全国高校サッカー選手権大会イメージソングコンピレーション』（2003年）
- なぎさブラス・スペシャル・バンド『ブラバン!高校サッカー』（2007年）